# Русский язык в Казахстане
Русский язык в Казахстане — один из двух самых распространённых языков Казахстана, второй по числу носителей в качестве родного языка и первый по общему числу владеющих согласно данным переписи населения 2009 года. Русский язык, согласно законам Казахстана, имеет статус языка межнационального общения и является родным языком для различных народов республики. Конституция страны допускает употребление русского языка в официальной обстановке наравне с государственным языком. 
В социологическом опросе 2022 года 75 % респондентов предпочли отвечать на русском языке (25 % — на казахском). При этом 61 % являлись казахами, 24 % — русскими, и 15 % — представителями других национальностей.

## Статус
С 1989 года русский язык в Казахстане утратил государственный статус.
Согласно части 2 статьи 7 Конституции Казахстана от 1995 года, русский язык наравне с казахским официально употребляется в государственных организациях и органах местного самоуправления. Эту норму в 1997 году разъяснило постановление Конституционного Совета: «... Данная конституционная норма понимается однозначно, что только в государственных организациях и органах местного самоуправления казахский и русский языки употребляются в равной степени, одинаково, независимо от каких-либо обстоятельств наравне с государственным казахским языком». Было также установлено следующее: «Установление самого перечня профессий, специальностей, а также должностей, для которых необходимо знание государственного языка в определённом объёме и в соответствии с квалификационными требованиями, не противоречит Конституции».
11 июля 1997 года был принят Закон Республики Казахстан № 151-1 «О языках в Республике Казахстан», на законодательном уровне регулирующий употребление языков, в том числе русского.
В 2001 г. утверждена «Государственная программа функционирования и развития языков на 2001—2010 годы», пункт 5.1.1. которой предусматривает, что государственным органам необходимо провести работу по поэтапному переходу до 2010 года делопроизводства, ведения учётно-статистической, финансовой и технической документации на государственный язык и при соблюдении положений пункта 2 статьи 7 Конституции осуществить его.
В 2007 году другим постановлением Конституционного Совета пояснено: «Основной Закон предусматривает верховенство статуса государственного языка», при этом признаётся право обращения в государственные органы и на русском языке. В 1997 году был принят закон «О языках в Республике Казахстан».
До 2018 года русский язык использовался наряду с казахским на банкнотах Республики Казахстан.

### Политические партии
По казахстанскому законодательству запрещено создание политических партий на национальной и конфессиональной основе.
На казахстанских выборах 2007 года наибольшее представительство русскоязычных кандидатов было в КНПК (Коммунистическая народная партия Казахстана) — 35 %, ОСДП (Общенациональная социал-демократическая партия) — 18,5 %, и правящей партии «Нур-Отан» — 17,46 %. По вопросу о статусе русского языка КНПК призывает к сохранению прежнего статуса русского языка, а ОСДП выступает за создание условий для полноценного использования русского языка, который по мнению партии «сыграл несомненную роль в создании атмосферы межэтнического согласия».

## Триединство языков
В 2007 году в Казахстане на государственном уровне принят «культурный проект „Триединство языков“» — казахского, русского и английского, однако у этого замысла были как сторонники, так и противники. В 2022 с начала нового учебного года было отменено изучение одновременно трёх языков первоклассниками.

### Сторонники
Бывший президент страны Нурсултан Назарбаев говорил, что трёхъязычие должно стать нормой в Казахстане.
Председатель Русской общины Казахстана заявил: «Вопрос об изучении казахского языка русской молодёжью можем взять на себя».
Декан филологического факультета Казахского Национального университета Кансеит Абдезулы оценил этот проект, как один из приоритетов государственной политики.
Директор Центра по изучению Центральной Азии и Казахстана университета Сиэтла (США) Уильям Фиерман 15 мая 2008 года на открывшейся в Алма-Ате международной научно-теоретической конференции «Полилингвизм: язык — сознание — культура» оценил идею как правильную, однако подчеркнул, что для казахского языка проблема заключается в том, что на него, как на государственный язык, низка востребованность.

### Противники
С другой стороны, 26 ноября 2009 года известные деятели культуры, литературы, а также главные редакторы газет и журналов, издающихся в республике, представители интеллигенции, руководители общественных организаций — за подписью 124-человек, при поддержке более 5 тысяч граждан заявили, что благодаря политике «триединства языков» казахский язык постепенно вымрет, а русский и английский языки будут занимать место господства и прогресса.
Президент Казахстана Касым-Жомарт Токаев высказался по поводу языков в стране следующим образом: «В первую очередь в стране должны быть казахский и русский языки, ибо они очень важны для наших детей... И только потом нужно обучать их английскому».

## Образование
В 1999/2000 учебном году из 3,5 миллиона учащихся школ республики 1,6 миллиона обучались на казахском языке (50,6 %), 1,5 миллиона — на русском (45 %), 80 тысяч — на узбекском (2,3 %), 23 тысячи — на уйгурском (0,6 %), 2,5 тысячи — на таджикском (0,07 %), и более тысячи — на других языках. Количество школ с казахским языком обучения постепенно растёт.
Число детских дошкольных организаций с обучением на казахском языке к 2000 году не превышало 25 % (1158) от общего числа аналогичных организаций в целом по стране.
Количество студентов на отделениях с казахским языком обучения составило к 2000 году около 32 % (85 300) (количество студентов на русских отделениях — около 68 % (181 000)).
За период с 2001/2002 по 2005/2006 учебный год число школ с русским языком обучения упало на 303, смешанных русско-казахских школ — на пять, школ с казахским языком обучения — выросло на 46. Доля студентов высших учебных заведений, обучающихся на казахском языке, за тот же период выросла с 31,5 до 42,6 %.
Министр образования и науки РК Ж. Туймебаев в своём интервью 2010 г. высказался об указании о закрытии русских школ так: «Только родители выбирают, в русскую или казахскую школу отдать ребёнка. Государство специально школы не закрывает. Русских школ, то есть таких, где все предметы на русском языке, у нас в республике около 30 процентов. Согласитесь, не так уж и мало».
26 июля 2010 года Министр культуры РК Мухтар Кул-Мухаммед сообщил, что «История Казахстана» в вузах страны будет преподаваться только на казахском языке, хотя образование ведётся и на русском.
На начало 2015/2016 учебного года в Республике Казахстан общая численность студентов составляла 459 369 человек, доля студентов обучающихся на казахском языке составляла 62,7 %, на русском — 34,3 %, и на английском языке — 3 %.
По данным МИД РФ, в 2022 году в 1160 школах Казахстана (16 %) обучение велось на русском языке. Действовало также 2047 школ смешанного типа (29,4 %).

## История
Русский язык начал постепенно распространяться на территории современного Казахстана в период вхождения Казахских ханств в состав Российской империи. В XIX веке на распространение русского языка повлияло массовое переселение крестьян и политика русификации, а после установления советской власти эти процессы усилились еще и сталинскими депортациями народов и системой целенаправленного распределения кадров. Всё это сильно изменило естественный социолингвистический ареал региона. Таким образом русский язык фактически стал основным языком республики вытеснив казахский на второй план, при этом русский язык, на уровне законов СССР, получил статус «языка межнационального общения». К моменту распада СССР совокупная численность русскоязычных в Казахстане превышала численность титульного населения.
После обретения суверенитета Казахстаном в 1991 году, началось постепенное восстановление казахского языка. Так, в административной сфере стал больше использоваться государственный язык, однако русский язык по-прежнему широко используется в экономической и общественной жизни страны. Особенность русскоязычия Казахстана заключается в том, что большинство людей говорящих по-русски в современной республике, являются этническими казахами, которые владеют русским как родным, либо как вторым языком, также русский язык используется русскими, украинцами, корейцами, белорусами, узбеками, уйгурами и другими.
26 июля 2010 года Министр культуры РК Мухтар Кул-Мухаммед сообщил: «Реализация поставленных задач позволит достичь к 2020 году уверенных результатов: доля казахстанцев, владеющих госязыком, возрастет с 60 до 95 %», «доля казахстанцев, владеющих русским языком, составит не менее 90 %, сейчас это 89 %. Доля казахстанцев, владеющих английским языком, составит порядка 20 %».
По данным переписи 2009 года, на русском языке свободно писали и читали 84,8 % казахстанцев (на казахском — 62 %, на английском — 7,7 %), устную русскую речь понимали 94,4 % (казахскую — 74 %, английскую — 15,4 %).